# Лукијан Ивановић
Лукијан Ивановић (Ужице, 12. јануар 1993) је српски и босанскохерцеговачки певач поп музике.

## Биографија
Детињство је провео у Пожеги, где је начинио и прве музичке кораке. Учесник је и добитник бројних награда на дечјим, а касније и на тинејџерским музичким фестивалима. Од 2006. године живео је у Бања Луци, где је завршио средњу музичку школу Владо Милошевић - теоретски смер, а после је уписао и Академију умјетности у Бања Луци.
Отац му је родом из Чајнича, а мајка из Вишеграда. У ратном вихору 90-их година 20. века, мајка је избегла у Ужице (где се и родио Лукијан), а одрастао је у Севојну, Ариљу и Пожеги. Са родитељима, сестром и братом се сели у Бања Луку, где су направили кућу и пронашли свој мир. Отац му је постао музички продуцент дечје емисије на Радио-телевизији Републике Српске (РТРС), коју је водила његова сестра.
Лукијан Ивановић је ожењен, а са супругом и ћеркицом. Живи и ствара у Београду.

## Каријера
Познат је као талентовани музичар, а широј регији је постао познат након учешћа у X фактору Адриа, где му је менторка била Емина Јаховић. После завршеног такмичења, објавио је неколико синглова а потом и први самостални албум Сам свој. Његов глас и песме изазивају дубоке емоције код публике.

## Фестивали
Словенски базар, Белорусија:
- All of me / Ти си ми у крви (Представник БиХ), 2014

Београдско пролеће:
- Да знаш, 2022

## Дискографија

### Албуми
- Сам свој (2016)

### Синглови
- Све си мени (2014)
- Хајде воли ме (2015)
- Пред Богом ти се кунем (2016)
- Недостајеш (2020)